# Мария Каролина Лихтенштейнская
Мария Каролина Елизавета Иммакулата Лихтенштейнская, графиня Ритберг (нем. Marie-Caroline Elisabeth Immaculata, род. 17 октября 1996 года, Грабс, Швейцария) — Лихтенштейнская принцесса. Единственная дочка Алоиза Лихтенштейнского и Софии Баварской.

## Биография
Мария Каролина родилась 17 октября 1996 года, в Грабсе. Её крещение прошло 16 декабря того же года. Её крестил архиепископ Вадуца, Вольфганг Хаас, а её крестной матерью стала её тетя по материнской линии, Елизавета (род. 1973). По материнской линии, принцесса является потомком последнего короля Баварии, Людвига III (1845—1921).
Так как, в Лихтенштейне действует салический закон, она не имеет право наследовать Лихтенштейнский трон, при она находится на 6 месте в Якобитском наследовании. Если бы, в Лихтенштейне, не было бы, салического закона, она бы занимала 3 место.
Сначала она училась в начальной школе Эбенхольца, вместе с своими братьями. Затем она училась в колледже Малверн, в Вустершире. Окончив его в 2020 году, она получила степень бакалавра изящных искусств в области дизайна одежды. Также посещала школу искусств, в Нью-Йорке.
В августе 2022 года, она вместе с семьёй появилась на национальном празднике.

## Личная жизнь
22 октября 2024 года была помолвлена с венесуэльцем, Леопольдом Мадуро Вольмером (род. 1990).